# SITD
SITD, parfois stylisé [:SITD :], est un groupe allemand de futurepop, originaire de Bochum. Il est composé de Carsten Jacek (voix), Thomas Lesczenski (musique, voix) et Frank D'Angelo (musique, chœurs).

## Histoire
SITD est formé au printemps 1996 sous le nom de Shadows in the Dark par Carsten Jacek (chant) et Thorsten Lau (musique) à Bochum. Entre 1996 et 1999, quelques contributions à des samplers sont publiées ainsi que, à très peu d'exemplaires, les albums Trauerland (1996) et Atomic (1999). Thorsten Lau quitte le groupe par la suite. Thomas Lesczenski le rejoint en 1999.
En 2001, SITD se renforce avec André Sorge (chez Contaminant) comme claviériste. Cette année-là, SITD franchit une étape importante : le morceau Snuff Machinery devient à la surprise générale un hit en club et apparaît peu après sur la compilation à succès Septic II. Un concert en première partie de VNV Nation permet à un public plus large de découvrir SITD pour la première fois. Snuff Machinery reste un succès permanent pendant des semaines. André Sorge quitte le groupe peu de temps après. En 2002, Accession-Records édite l'EP Snuff EP et SITD obtient pour la première fois une attention internationale. La chanson atteint la 10e place des classements Deutsche Alternative Charts (DAC). L'album Stronghold sort également en 2003 chez Accession Records. Le claviériste Francesco D'Angelo renforce SITD lors de ses concerts. SITD joue dans divers festivals et concerts.
Le maxi-CD Richtfest avec trois chansons et quatre remixes du morceau titre, dont un de Suicide Commando, pour lequel ils ont eux-mêmes réalisé des remixes en 2003 et 2010, sort en février 2005 sur Accession-Records. Richtfest atteint la deuxième place dans les charts DAC, ce qui, grâce à un séjour de huit semaines à la fin de l'année, donne une 12e place dans les charts annuels des singles. Peu après, le deuxième album Coded Message 12 suit, accompagné de la tournée homonyme.
En 2006, le groupe fête son dixième anniversaire. En même temps, un forum de fans en langue allemande est mis en ligne pour [:SITD :]. En juillet 2007, Kreuz:gang, également disponible en maxi-CD, sort sur le support Klangfusion Vol. 1. Peu après, l'album Bestie:Mensch correspondant sort. Le 30 octobre 2009, l'album suivant, intitulé simplement Rot, sort. Le 18 novembre 2011, le coffret CD ICON:KORU - 15th Anniversary Collector's Box est édité à l'occasion du 15e anniversaire du groupe. L'album Dunkelziffer sort en 2014, suivi en 2019 par l'album, Stunde X - pour la première fois en collaboration avec le label discographique indépendant Infacted Recordings. Le 1er mars 2024, le single numérique Brieselang (qui a pour thème la « lumière de Brieselang ») sort comme premier extrait du nouvel album annoncé Welt:Ende.

## Style musical
Le son typique de SITD se caractérise par des beats électro durs avec des éléments de trance typiques du style et un chant agressif. Les textes contiennent généralement des thèmes apocalyptiques et violents. 

## Discographie

### Albums studio
- 1996 : Trauerland (CD/cassette)
- 1999 : Atomic (CD)
- 2003 : Stronghold (CD, Accession Records)
- 2005 : Coded Message:12 (CD/coffret en édition limitée, Accession Records / Indigo)
- 2007 : Bestie:Mensch (CD, Accession Records / Indigo)
- 2009 : Rot (CD, Accession Records / Indigo)
- 2011 : Icon:Koru  (coffret 4 CD, Accession Records / Indigo)
- 2014 : Dunkelziffer (CD/LP, Scanner) (97e place des charts allemands[10])
- 2017 : Trauma:Ritual (LP, CD, Scanner)
- 2019 : Stunde X (LP, CD, Infacted Recordings)
- 2024 : Welt:Ende (CD, Infacted Recordings)

### Singles et EP
- 2002 : Snuff E.P. (EP, Accession Records)
- 2003 : Laughingstock (mini-cassette, Accession Records)
- 2005 : Richtfest (mini-cassette, Accession Records / Indigo)
- 2005 : Odyssey:13 (EP, Accession Records / Indigo)
- 2007 : Kreuz:Gang (mini-cassette, Accession Records / Indigo)
- 2016 : Brother Death (EP, Accession Records / Indigo)
- 2019 : Sturmlicht (EP, Infacted Recordings)
- 2019 : Requiem X (EP, Infacted Recordings)
- 2024 : Brieselang (single, Infacted Recordings)